# Mannsville (Nova York)
Mannsville és una població dels Estats Units a l'estat de Nova York. Segons el cens del 2000 tenia 400 habitants.

## Demografia
Segons el cens del 2000, Mannsville tenia 400 habitants, 143 habitatges, i 106 famílies. La densitat de població era de 167,9 habitants/km².
Dels 143 habitatges en un 42,7% hi vivien nens de menys de 18 anys, en un 54,5% hi vivien parelles casades, en un 15,4% dones solteres, i en un 25,2% no eren unitats familiars. En el 18,2% dels habitatges hi vivien persones soles el 9,1% de les quals corresponia a persones de 65 anys o més que vivien soles. El nombre mitjà de persones vivint en cada habitatge era de 2,71 i el nombre mitjà de persones que vivien en cada família era de 3,07.
Per edats la població es repartia de la següent manera: un 28,8% tenia menys de 18 anys, un 7,3% entre 18 i 24, un 30,8% entre 25 i 44, un 18% de 45 a 60 i un 15,3% 65 anys o més.
L'edat mediana era de 36 anys. Per cada 100 dones de 18 o més anys hi havia 85,1 homes.
La renda mediana per habitatge era de 47.574 $ i la renda mediana per família de 48.182 $. Els homes tenien una renda mediana de 29.545 $ mentre que les dones 20.625 $. La renda per capita de la població era de 16.768 $. Entorn del 13,6% de les famílies i el 15,7% de la població estaven per davall del llindar de pobresa.